# La Promesse
La Promesse è un film del 1996 scritto e diretto da Jean-Pierre e Luc Dardenne. Il film denuncia la piaga dello sfruttamento degli immigrati clandestini in Europa.
Presentato alla Quinzaine des Réalisateurs al 49º Festival di Cannes, ha vinto l'Espiga de oro per il miglior film alla Semana Internacional de Cine de Valladolid.

## Trama
Roger, un affarista senza scrupoli che vive a Seraing, cittadina industriale nei pressi di Liegi, è coinvolto nello sfruttamento degli immigrati clandestini: li protegge dalla legge e in cambio impone condizioni di lavoro disumane. Roger è aiutato nelle sue attività illecite dal figlio Igor, 15 anni, apprendista meccanico. Igor è perfettamente consapevole degli intrallazzi del padre, al quale resta fedele e devoto nonostante subisca le sue reazioni violente.
Questa sorta di equilibrio si spezza quando un giorno uno dei lavoranti di Roger, Hamidou, cade da una impalcatura ed è in fin di vita. Igor vorrebbe prestargli soccorso, ma il padre glielo impedisce per non avere guai con la legge. Prima di morire, Hamidou si fa promettere da Igor che si prenderà cura di sua moglie Assita.
Mentre Roger fa di tutto per tenere nascosta la morte di Hamidou, Igor, per mantenere la promessa e occuparsi di Assita senza che il padre venga a saperlo, è costretto a mentire tanto a Roger quanto alla vedova, che non sa di esserlo. Ben presto Igor dovrà prendere coscienza della necessità di ribellarsi al padre e di denunciarne i crimini, per difendere un intero mondo di emarginati, vittime dello sfruttamento e dell'illegalità.

## Riconoscimenti
- 1996 - Festival di Cannes
  - Prix CICAE
- 1996 - Premio André Cavens
- 1996 - Seminci
  - Espiga de oro per il miglior film

## Accoglienza
Il film ha ricevuto recensioni estremamente positive dalla critica. Rotten Tomatoes gli assegna un punteggio di approvazione del 95%, basato su 22 recensioni, con un punteggio medio di 7,8/10. Su Metacritic, che assegna una valutazione normalizzata su 100 alle recensioni dei critici mainstream, il film ha ricevuto un punteggio medio di 82, basato su 17 recensioni, che indica "acclamazione universale".